# Une semaine de bonté
Une semaine de bonté ou Les septs éléments capitaux ist der dritte und letzte Collageroman des surrealistischen Künstlers Max Ernst aus dem Jahr 1934. Er wurde in den Éditions Jeanne Bucher in einer nummerierten Auflage von 816 Exemplaren, davon 800 gedruckt auf „papier Navarre“, in Paris veröffentlicht. Er umfasst fünf Hefte mit insgesamt 182 Collagen. Der erste Collageroman La femme 100 têtes erschien Ende 1929 mit einem Vorwort von André Breton. 1930 folgte Rêve d’une petite fille qui voulut entrer au Carmel. Das umfangreiche Künstlerbuch gilt als ein Schlüsselwerk des Künstlers.

## Planung und Entstehung
Das Buch hatte Max Ernst als ein stummes, ohne Begleittexte zu konzipieren geplant – ein Bildroman ohne Worte. Bereits sein Buch A l’interieur de la vue. 8 poèmes visibles von 1931/32 hatte vorgeführt, wie innerhalb einzelner Kapitel durch die Zusammenstellung ähnlicher Motive eine erkennbare Trennung in Abschnitte ohne Text möglich ist, so als wolle Ernst die Magie des Stummfilms, die der Tonfilm damals verdrängt hatte, wieder einführen.
Max Ernst war inspiriert von den Holzstichen der populären Zeitschriften des späten 19. Jahrhunderts, sowie von Künstlern wie Max Klinger oder Gustave Doré, deren Bilder er nutzte, um absurd phantastische Bildvisionen, die um Eifersucht, Mord und Tod kreisen, zu schaffen. Die Bilder entstanden 1933 während eines Aufenthalts von Max Ernst in Vigoleno (Norditalien). Die Motive, die ihn interessierten, schnitt er aus und stellte sie als Collagen neu zusammen. Die Wahl der Titel spielt auf die Schöpfungsgeschichte an. Der Titel bezieht sich auch auf die 1927 gegründete soziale Einrichtung „Die Woche der Güte“, die der Förderung von Wohltätigkeitszwecken dienen sollte. Wesentliche Elemente der Collagen gehen auf die Plakate der Einrichtung zurück. Die fünf Bände erschienen zwischen April und Dezember 1934 mit den Umschlagfarben Violett, Grün, Rot, Blau und Gelb.
Der Künstler habe, laut Werner Spies, Autor zahlreicher Veröffentlichungen über Max Ernsts Werk, geäußert, aus den Blättern spreche seine Vorahnung des Desasters von Hitler-Deutschland und dem, was über Europa kommen würde.

## Gliederung
Der Collageroman Une semaine de bonté gliedert sich in sieben Elemente: Schlamm, Wasser, Feuer, Blut, das Schwarze, das Sehen und das Unbekannte sowie einer immer wieder auftretenden Maske, die die Wochentage, die illustriert werden, erkennbar macht. Eine zusätzliche Trennung ist durch die fünf Einzelhefte der Edition gegeben. Von den zunächst sieben vorgesehenen Heften wurden die zwei weiteren Werke der geplanten 184 Abbildungen mangels Erfolg ausgelassen.
Erstes Heft. Sonntag. Element: Schlamm. Bildbeispiel: Le lion de Belfort (Der Löwe von Belfort) (Violetter Umschlag)
Sonntag ist identisch mit der klerikalen Farbe Violett.
Ernst folgt nicht der Chronologie der Schöpfungsgeschichte und beginnt seine Woche mit dem Sonntag, der provozierend mit dem Ruhetag des Schöpfers kontrastiert. Dieses Kapitel zeigt verschiedene Milieus, um die Beziehung zwischen den Geschlechtern zu erforschen. Im Mittelpunkt stehen Verfolgung, Diebstahl, Verführung, Folter, Bestrafung, Mord und Katastrophen. Eine stets wiederkehrende Figur ist der Mann mit dem Löwenkopf als ein Machtsymbol; der mit Orden und Auszeichnungen dekorierte Hybride steht abwechselnd für die soziale, öffentliche und religiöse Autorität.
Zweites Heft. Montag. Element: Wasser. Bildbeispiel: L’eau (Das Wasser) (Grüner Umschlag)
Montag ist identisch mit Wasser und Grün.
Dem Montag ist die Kraft der Natur gewidmet. Das Wasser zerstört Brücken, überschwemmt die Straßen von Paris, dringt in die Schlafzimmer, in die Wohnstätten und bewirkt den Tod vieler Menschen. Hier ist die Frau Königin.
Drittes Heft. Dienstag. Element: Das Feuer. Bildbeispiel: La cour du Dragon (Der Drachenhof) (Roter Umschlag)
Dienstag ist identisch mit Feuer und Drachen. Feuerspeiende Drachen und Rot.
Beginnend im „Hof des Drachen“ in Paris setzt sich die Geschichte fort und spielt fortan in der Welt des Großbürgertums. Drachen und Schlangen verkehren mit Menschen, die selbst wiederum mit Drache-, Fledermaus- oder gar Engelsflügeln versehen sind. Das Feuer der Leidenschaften – ein Element, das dem Element des Wassers entgegenwirkt – führt zu Tragödien, die mit Attributen oder Tieren symbolisiert werden, die in der bürgerlichen Hölle ersticken. Surreale Motive, die an den Wänden und Türen erscheinen, stehen für Träume, Ängste und unterdrückte Bedürfnisse des Bürgertums.
Viertes Heft. Mittwoch. Element: Das Blut. Bildbeispiel: Œdipe (Ödipus) (Blauer Umschlag)
Mittwoch ist identisch mit Ödipus, Blau, das Blut des Königssohns.
Die Collagen erzählen die Geschichte von Ödipus, der durch einen Vogelkopf dargestellt wird. Sie berichten über den Vatermord und das Rätsel der Sphinx sowie seiner Fußverletzung, die durch seine Eltern verursacht wird. Er wird von Polybos, dem König von Korinth, aufgenommen und adoptiert. Aufgrund seiner geschwollenen Füße erhält er den Namen Ödipus. Bei Max Ernst ist die Verletzungsszene das Resultat einer surrealistischen Umsetzung, bei der ein Vogelmensch den Fuß einer nackten Frau mit einem Dolch durchsticht.
Fünftes Heft. Donnerstag, Freitag, Samstag. (Gelber Umschlag)

Donnerstag. Element: Das Schwarze. Bildbeispiel 1: Le rire du coq (Der Hahn kräht); Bildbeispiel 2: L’ile de Pàques (Die Osterinsel)
Das Element Schwarz passt zum Lachen des Hahns, der die Nacht des „roman noir“ verlängert und Schwarz passt zu den Osterinseln und deren ungeklärtes Geheimnis.
Der gallische Hahn symbolisiert in der ersten Folge den französischen Staat. In der zweiten Folge wandeln sich die Köpfe der Schreckensgestalten, die bisher zu sehen waren, in Steingötzen der Osterinsel.
Freitag. Element: Das Sehen. Bildbeispiel: L’intérieur de la vue (Das innere Gesicht, drei Sehgedichte)
Auf die Szenen der vorausgehenden Collagen folgen nun emblematische Bilder. Max Ernst verwendet hier eine Technik, die er vor allem am Anfang seiner Karriere verwendet hat: die „synthetische Collage“. Diese Kompositionen bestehen aus heterogenen, auf einem weißen Blatt angeordneten Elementen. Um sie miteinander zu verbinden, vervollständigt der Künstler die Zwischenräume mit Tinte oder Bleistift. Im Allgemeinen entsteht eine Szene, die an eine weite Landschaft erinnert.
Samstag. Element: Unbekannt. Bildbeispiel: Le clé des chants (Der Schlüssel der Lieder und, dank der Homonymie, Freiheit, der Ausbruch)
Gelb, als Farbe der Tage Donnerstag, Freitag und Samstag könnte sich auf das innere Gesicht, auf das „sonnenhafte“ Auge beziehen.
Frauen verlassen im Trancezustand ihr Bett und ihr Schlafzimmer, um davon zu fliegen. Anhand dieser Gestalten bringt Max Ernst seine surrealistische Faszination für die Hysterie zum Ausdruck, eine befreiende und inspirierende Krankheit: „Es lebe […] die Hysterie und ihr Geleit von jungen, nackten Frauen, die an den Dächern entlang gleiten. Das Problem der Frau in dieser Welt ist alles das, was schön und unruhig ist.“ (André Breton: Manifestes du surréalisme (Manifest des Surrealismus), Paris, Jean-Jacques Pauvert, 1962).

## Interpretation
Der von den Surrealisten oft zitierte Satz „Schön wie die zufällige Begegnung einer Nähmaschine und eines Regenschirms auf dem Seziertisch“ entstammt den Gesängen des Maldoror (1868/69) von Lautréamont. Max Ernst sprach von der „systematischen Ausbeutung des zufälligen oder künstlich provozierten Zusammentreffens von zwei oder mehr wesensfremden Realitäten auf einer augenscheinlich dazu ungeeigneten Ebene“.
Insbesondere in der Kunstgeschichte herrscht die Ansicht vor, dass die Collageromane nicht analysierbar und interpretierbar seien. Bei Werner Spies ist im Zusammenhang mit der Collage von „Rätselhaftigkeit“ und „hermetischer Präsenz“, ja sogar von „Sinnanarchie“ die Rede. Spies hält die Werke Max Ernsts, mithin auch die Collageromane, deshalb für „unausdeutbar“ und „unerklärlich“ – jeweils im Sinne von nicht interpretierbar.
Holger Lund analysiert die Collagenromane im Zusammenhang mit der Geschichte des Romans, der Collage und der Bildererzählungen. Er vertritt dabei die Auffassung, dass sie zwar einen Angriff auf die erzählerische Ordnung darstellen, neben inkohärenzstiftenden Verfahren aber ebenso erzählerisch, zyklisch und assoziativ eng zusammenhängende Sequenzen identifizierbar sind. Parodie und Kritik bekommen damit eine genau angebbare Stoßrichtung: die bürgerliche Welt, die christliche Religion, die Sexualmoral und die Künste.

## Ausstellungen
Die Originalcollagen des Werks Une semaine de bonté wurden erstmals im März 1936 im Museo de Arte Moderno in Madrid gezeigt. Erst 2008/09 folgten Ausstellungen in der Albertina in Wien, anschließend im Max-Ernst-Museum in Brühl und in der Hamburger Kunsthalle.

## Das Werk in Popkultur und Literatur
Viele Collagen aus Une Semaine de bonté wurden in den Alben der amerikanischen Rockgruppe The Mars Volta verwendet. Auch Barefoot in the Head, eine Zusammenarbeit zwischen dem Gitarristen Thurston Moore und den Saxophonisten Jim Sauter sowie Don Dietrich der Gruppe Borbetomagus verwendet eine Collage aus diesem Buch.
Der britische Schriftsteller James Graham Ballard war inspiriert durch den Surrealismus und besonders durch Max Ernst. Sein Titel Notes Towards a Mental Breakdown aus dem Jahr 1970 wurde 1992 neu mit Illustrationen aus Une semaine de bonté veröffentlicht.